# 대한민국 형사소송법 제108조
대한민국 형사소송법 제108조는 임의 제출물 등의 압수에 대한 형사소송법의 조문이다.

## 조문
제108조(임의 제출물 등의 압수) 소유자, 소지자 또는 보관자가 임의로 제출한 물건 또는 유류한 물건은 영장없이 압수할 수 있다.

第108條(任意 提出物 等의 押收) 所有者, 所持者 또는 保管者가 任意로 提出한 物件 또는 遺留한 物件은 令狀없이 押收할 수 있다.

## 참고 문헌
- 손동권 신이철, 새로운 형사소송법(초판, 2013), 세창, 2013. ISBN 9788984114081

## 같이 보기
- 압수